# Gelijnde spitskopmot
De gelijnde spitskopmot (Ypsolopha scabrella) is een vlinder uit de familie Ypsolophidae. De spanwijdte van de vlinder bedraagt tussen de 20 en 22 millimeter. De soort komt verspreid over Europa voor.

## Waardplanten
De gelijnde pitskopmot heeft appel, meidoorn en dwergmispel als waardplanten.

## Voorkomen in Nederland en België
De gelijnde spitskopmot is in Nederland en in België een algemene soort. De soort kent één generatie, die vliegt van juli tot september.